# Estola ignobilis
Estola ignobilis là một loài bọ cánh cứng trong họ Cerambycidae.